# Дасминијум
Дасминијум (лат. Praesidium Dasmini) је древно насеље које се, према античким итинерарима, налазило на око 26 км  јужно од насеља Horreum Margi (Ћуприја), на путу Viminacium (Костолац) -- Naissus (Ниш). 
На основу његовог имена може се претпоставити да се насеље развило из утврђења, подигнутог на важном путу од Македоније ка Подунављу у време римских освајања, у периоду I век п.н.е -- I век. Лоцира се на основу докумената из времена цара Трајана Деција код села Брачин, јужно од града Horreum Margi, североисточно од данашњег Ћићевца или на локалитету Градац, источно од овог села, односно западно од старог Јовановца, где је констатовано античко утврђење. У VI веку, рановизантијски писац Прокопије га помиње у списку утврђења, која је обновио цар Јустинијан I на градској територији Наиса, као Дусманес (Dou vsmane").
У Брачину je oткривено и неколико касноантичких гробова. Осим гробова и миљоказа нема других налаза.